# Adolphe Bérard
Pour les articles homonymes, voir Bérard.
Adolphe Bérard, né à Carpentras le 9 août 1870 et décédé à Paris 10e le 1er avril 1946, est un chanteur français.

## Biographie

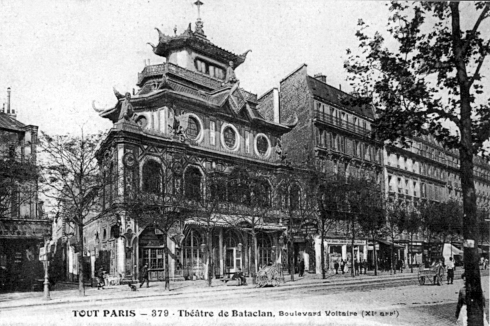
Bataclan vers 1900.

Né en 1870, Adolphe Bérard passe sa jeunesse à Carpentras où son père est artisan perruquier. Rêvant de faire carrière comme chanteur d'opéra, il se produit très jeune dans des salles de quartier pour des petites fêtes. Il quitte Carpentras pour tenter sa chance à Marseille. Sa voix puissante a été très appréciée par le public. Après des débuts à Marseille dans divers concerts, son nom est à l'affiche de l'Eldorado et de la Gaîté Rochechouart dès 1890. C'est à cette époque qu'il fait la connaissance de la chanteuse Charlotte Gaudet, dont il devient, après qu'elle a divorcé, le compagnon. 
Il se spécialise dans le genre mélodramatique avec des chansons comme Le Loup de mer ou Le Train fatal. Pendant la Première Guerre mondiale son registre devient patriotique avec des chansons comme La Valse bleu-horizon, L'Étendard étoilé ou encore Verdun ! On ne passe pas. 
Il jouera à plusieurs reprises des revues et opérettes comme Hardi les Bleus 1896 ou Ça colle ! 1899 au Bataclan entre 1896 et 1899, mais dans la même période il se produit aussi à l'Eldorado. Il effectuera de nombreuses tournées en province et à l'étranger.
On connaît de lui des chansons telles que Le rêve passe (1906), Loup de mer (1910), Le Train fatal (1916), J'ai vendu mon âme au diable (1922) ou encore Mont' là-d'ssus tu verras Montmartre. 
Adolphe Bérard est sans conteste un chanteur incontournable du début du XXe siècle. À la mort de Charlotte Gaudet, en 1934, il met fin à sa carrière, tout en continuant à prêter son concours à des œuvres et des galas. Il meurt à Paris en 1946 et est inhumé au cimetière municipal de Saint-Ouen.

## Enregistrements

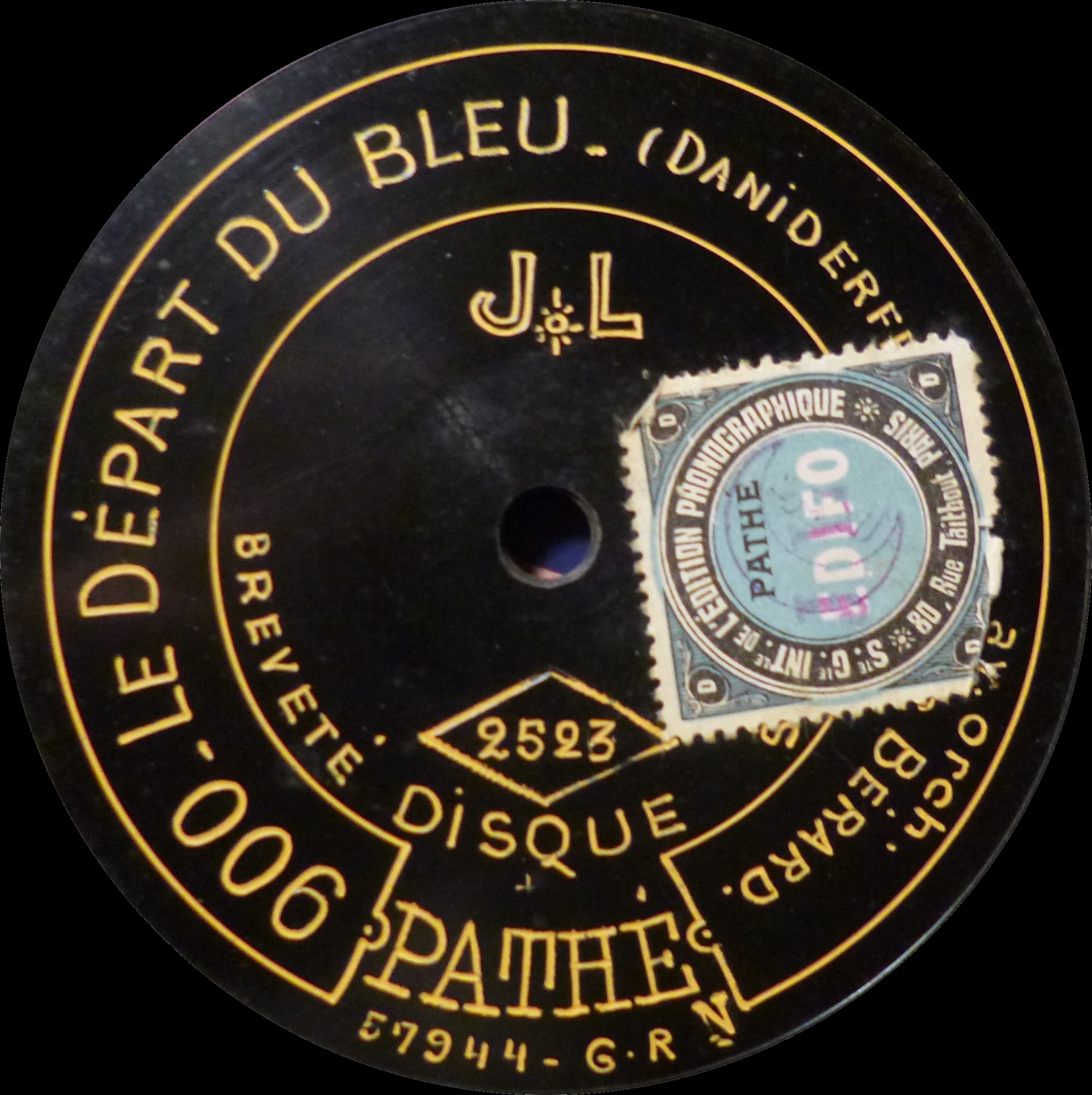
Disque du titre Le Départ du Bleu, circa 1910

On dénombre plus de 400 enregistrements (dont certains titres enregistrés plusieurs fois) sur une période allant de 1906 à 1931. Il enregistra sous les marques Odeon, Edison (cylindres), Pathé mais aussi Gramophone, Perfectaphone, ou encore Ultraphone. Une première discographie a été établie en avril et juin 2002, dans la revue Chansonia (bulletins 1 et 2). Une mise à jour générale a été publiée dans la même revue en 2017 et 2018. A ce jour, près de 800 enregistrements différents ont été dénombrés, dont près de 80 cylindres. Parmi ce nombre, 93 ont été enregistrés électriquement.   

## Sources et bibliographie
- Christian Zwarg, Firmendiscographine (catalogues phonographiques, formats XL téléchargeables)
- Chantal Brunschwig, Louis-Jean Calvet, Jean-Claude Klein, Cent ans de chanson française, Seuil, 1972 (1re éd. reliée) ; ré-éd. poche (coll. Points actuels), 1981  (ISBN 2-02-00-2915-4)
- Revue Chansonia, bulletin 1, avril 2002 : biographie de Bérard par Adrien Eche
- Revue Chansonia, bulletins 1 et 2, avril et juin 2002, hors-séries 1 et 2, 2017 et 2018 : discographie de Bérard par Olivier Ciccoli.